# Конзошев, Рустам Александрович
Рустам Александрович Конзошев (род. 22 августа 1990) — российский самбист, серебряный (2014) и бронзовый (2015, 2017-2020) призёр чемпионатов России боевому самбо, чемпион Европы 2014 года (Бухарест). Выступал в легчайшей весовой категории (до 52 кг). Тренировался под руководством В. Б. Челчушева и Р. Р. Алиева.
26 июля 2019 года приказом министра спорта России Павла Колобкова ему было присвоено звание мастер спорта России международного класса.

## Спортивные достижения
- Чемпионат России по боевому самбо 2014 года — ;
- Чемпионат России по боевому самбо 2015 года — ;
- Чемпионат России по боевому самбо 2017 года — ;
- Чемпионат России по самбо 2018 года — ;
- Чемпионат России по самбо 2019 года — ;
- Чемпионат России по самбо 2020 года — ;